# Erik Hazelhoff Roelfzema
Siebren Erik Hazelhoff Roelfzema (Surabaya, 3 aprile 1917 – Honoka'a, 26 settembre 2007) è stato un militare, agente segreto e scrittore olandese.
Nei Paesi Bassi divenne famoso, nel 1970, come scrittore del libro Soldaat van Oranje (Soldato d'Orange) nel quale sono narrate le sue esperienze durante la seconda guerra mondiale, e dal quale venne tratto, nel 1977, l'omonimo film diretto da Paul Verhoeven ed interpretato da Rutger Hauer e, successivamente, nel 2010, l'omonimo musical.

## I primi anni di vita
Hazelhoff nacque a Surabaya, sull'isola di Giava nelle Indie orientali olandesi, l'attuale Indonesia, figlio di Siebren Erik Hazelhoff Roelfzema, e Cornelia Vreede. Negli anni trenta la famiglia si trasferì prima a L'Aia poi a Wassenaar. Nel 1938 effettuò un viaggio attraverso gli Stati Uniti, scrivendo un libro sulle sue esperienze intotolato Rendez-vous in San Francisco e pubblicato nel 1939.
Allo scoppio della seconda guerra mondiale era uno studente di legge presso l'Università di Leida e fu attivo nelle proteste studentesche contro l'occupazione tedesca fino al novembre 1940, quando l'università fu chiusa. Successivamente fu arruolato come riserva nel Koninklijke Landmacht (esercito reale dei Paesi Bassi). Riuscì a fuggire dai Paesi Bassi alla volta del Regno Unito, imbarcandosi, nel giugno 1941, assieme a Bram van der Stok ed altri due, come parte dell'equipaggio della nave mercantile svizzera Saint Cerque.

## L'attività di agente segreto
A Londra, Hazelhoff Roelfzema, con l'aiuto del generale François van 't Sant, direttore del Centrale Inlichtingendienst - CID (Servizio di Intelligence Centrale) e del colonnello Euan Rabagliatti del Secret Intelligence Service britannico, creò un gruppo conosciuto come The Mews, dal nome di Chester Square Mews dove avevano la propria sede. Lo scopo del gruppo era quello di stabilire contatti con la resistenza nei Paesi Bassi. Diversi agenti furono paracadutati mentre altri furono trasportati sulle spiagge di Noordwijk, Scheveningen e Walcheren. Hazelhoff non ricevette molto supporto dal governo dei Paesi Bassi, e Van 't Sant fu obbligato a trasferire il controllo del CID al colonnello Mattheus de Bruyne del Korps Mariniers (fanteria di marina dei Paesi Bassi).
De Bruyne fu incapace di gestire i propri agenti non riuscendo a rendersi conto che alcuni di essi erano stati arrestati. La procedura di invio dei messaggi era quella di inserire degli errori grammaticali nei messaggi qualora tutto fosse andato bene e di scrivere in olandese corretto se costretti dai tedeschi a lavorare per loro. Il risultato sarebbe stato che nel caso fossero stati ricevuti dei messaggi inviati dagli agenti catturati sarebbero stati ignorati. De Bruyne, ricevendo alcuni messaggi senza errori grammaticali, concluse invece, che gli agenti si erano scordati di inserire il codice di controllo e, addirittura, scrisse loro redarguendoli e ricordando di scrivere i messaggi sgrammaticati. Anche grazie a questo, i servizi segreti tedeschi dell'Abwehr del Sicherheitsdienst riuscirono a catturare e manipolare le comunicazioni di circa 50 agenti segreti britannici ed olandesi nel quadro nell'operazione Nordpol, meglio nota come Englandspiel o "gioco inglese".
Un altro segno del pressappochismo e della scarsa professionalità di De Buyrne fu evidenziata dal fatto che egli aveva appese, sui muri del proprio ufficio, visibili a qualsiasi avventore, le carte dettagliate dei siti di Noordwijk, Scheveningen e Walcheren, punti di entrata degli agenti segreti nel paese.
Hazelhoff Roelfzema e De Bruyne erano in totale disaccordo. Hazelhoff Roelfzema fu minacciato da De Bruyne di essere portato di fronte alla corte marziale per aver ignorato un ordine ma, allo stesso tempo fu proposto per essere insignito dell'Ordine Militare di Guglielmo, la più alta decorazione militare nei Paesi Bassi. Fu fatto Cavaliere dell'Ordine nel 1942. Successivamente le procedure già avviate per l'invio alla corte marziale furono annullate dopo un incontro con il ministro della Marina, Johan Furstner.

## Royal Air Force
Hazelhoff Roelfzema frustrato e deluso dal trattamento ricevuto dal governo dei Paesi Bassi, nel 1942, si arruolò nella Royal Air Force. Frequentò la scuola di pilotaggio in Canada, dove divenne il miglior pilota cadetto del suo gruppo.
Fece ritorno nel Regno Unito nel 1944, e fu assegnato al 139º Squadrone della RAF, parte dell'elitaria Pathfinder Force, il cui compito era quello di illuminare i bersagli per i bombardamenti notturni effettuati dalla RAF Bomber Command. Effettuò 72 uscite come pilota di bombardieri Mosquito, delle quali 25 su Berlino, e fu insignito della Distinguished Flying Cross.

## Assistente della regina
Nell'aprile 1945, ad Hazelhoff Roelfzema fu affidato l'incarico di assistente della regina Guglielmina. Fu lui ad accompagnarla nei Paesi Bassi nel maggio 1945. Fu anche il pilota dell'aereo col quale riportò in patria la principessa Giuliana, il principe Bernardo e le loro figlie. Hazelhoff Roelfzema rimase al fianco della regina i primi tempi sul suolo dei Paesi Bassi liberati.

## Dopo la guerra

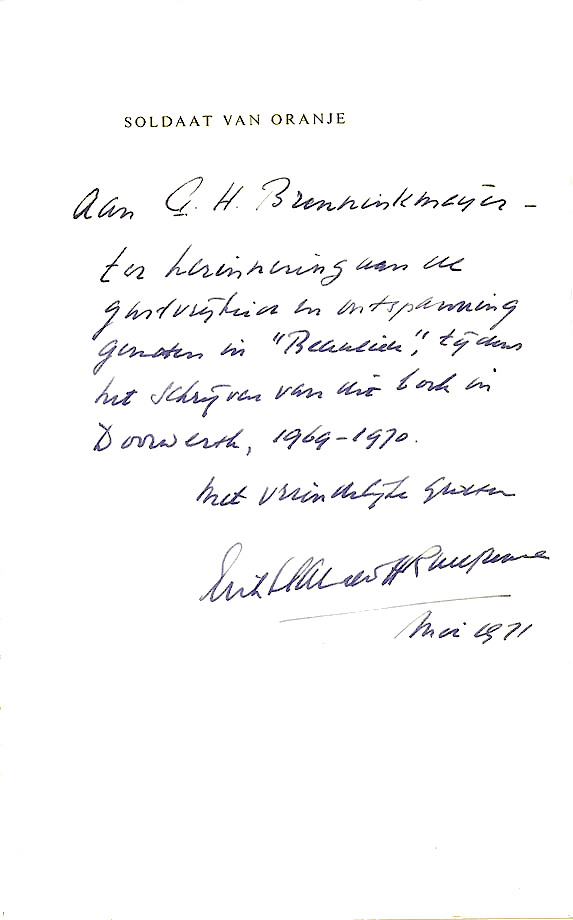
Soldato d'Orange

Hazelhoff Roelfzema condusse una vita abbastanza inquieta dopo la guerra, compreso un periodo di lavoro a Hollywood prima come attore e poi come scrittore. Negli anni cinquanta lavorò a New York presso la NBC, nella redazione dei programmi della Today Show e Tonight Show. Più tardi lavorò per alcuni giornali dei Paesi Bassi.
Nel 1956 assunse l'incarico di direttore di Radio Free Europe a Monaco di Baviera. Più tardi fu coinvolto in un fallito tentativo di intervento della CIA a supporto dell'indipendenza della Repubblica delle Molucche del Sud dal controllo del dittatore indonesiano Sukarno.
Il suo libro Soldaat van Oranje (Soldato d'Orange), pubblicato nel 1970, racconta le sue avventure durante la guerra e gli sconvolgimenti politici del governo dei Paesi Bassi in esilio. Il libro ebbe molto successo anche grazie al film del 1977 di Paul Verhoeven, tratto dal libro stesso ed interpretato da Rutger Hauer nel ruolo di Hazelhoff Roelfzema. Nel 2010 ne è stato poi tratto anche un musical, ospitato in un teatro costruito per l'occasione all'interno di un ex aeroporto militare a Valkenburg, alla cui premiére assistette la regina Beatrice.
Nel 1973, Hazelhoff Roelfzema si trasferì alle Hawaii, e nel 1977 assunse l'incarico di direttore delle Barnwell Industries Inc. Nel 1980 ebbe il ruolo di uno dei due re d'armi nella cerimonia dell'incoronazione della regina Beatrice. Era molto vicino al principe Bernardo che era solito ospitare nella propria casa di Maui.

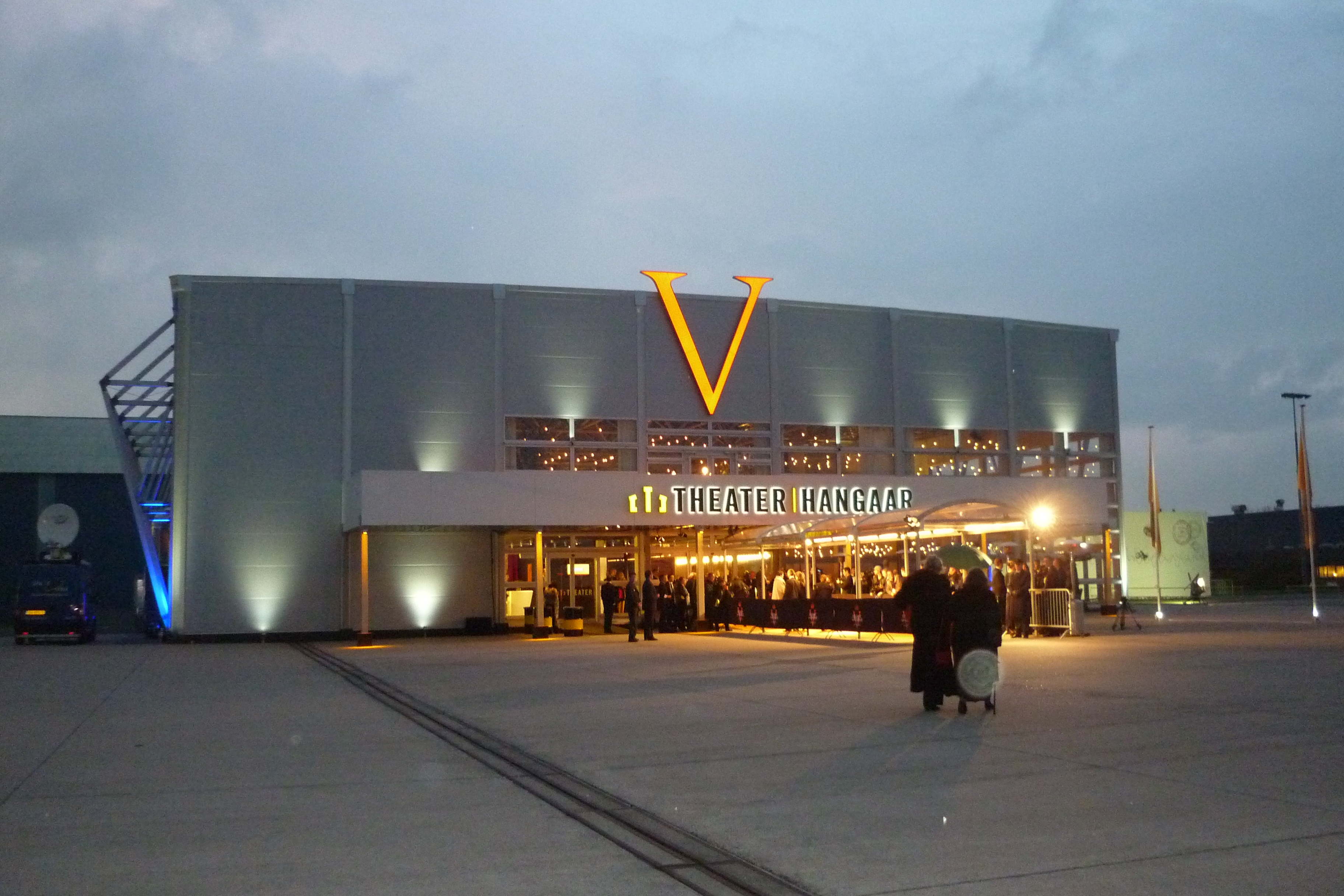
Teatro costruito per ospitare il musical Soldaat van Oranje, a Valkenburg

Nel 2000 scrisse una seconda autobiografia Op jacht naar het leven: de autobiografie van de Soldaat van Oranje, conosciuta anche col titolo della versione in inglese In pursuit of life. Morì il 26 settembre 2007, all'età di 90 anni, nella sua casa ad Honoka'a (isola di Hawaii).

## Opere
- Rendez-vous in San Francisco, Leida, Sijthoff, 1939, ISBN 90-235-8059-1.[3]
- Soldato d'Orange, Milano, Feltrinelli, 1981, ISBN 978-88-07-01274-7.[4]
- Op jacht naar het leven: de autobiografie van de Soldaat van Oranje, 2000, ISBN 90-274-6862-1.